# 水殿ダム
水殿ダム（みどのダム）は、長野県松本市、信濃川水系犀川の上流部・梓川に建設されたダム。管理者は、東京電力リニューアブルパワー。高さ95.5メートルのアーチ式コンクリートダムで、東京電力による大規模な水力発電所開発に伴い上流の奈川渡ダム、下流の稲核ダムとともに完成。これらは総称して安曇3ダムまたは梓川3ダムと呼ばれる。

## 歴史
水殿ダムは東京電力による梓川電源開発計画の中で建設された3基のダムのうちのひとつである。3ダムの中では位置的に中間部にあり、奈川渡ダムと稲核ダムにはさまれるようにして、ちょうど梓川とその支流である水殿川の合流点にある。ダムの高さは95.5メートルで、奈川渡ダムが高さ155メートル、稲核ダムが高さ60メートルであることを考えると、諸元でも中間に位置している。ダム湖である水殿調整池は奈川渡ダム直下にある安曇発電所の下池として利用される一方、水殿ダム直下にも認可出力24万5,000キロワットの水殿発電所を設置。自ダムを上池、下流の稲核ダム湖（稲核調整池）を下池とした揚水発電を行っている。1基のダムが2箇所の揚水発電に関わる例は、ほかに中部電力の奥矢作第一・第二発電所の富永調整池（富永ダム）があるが、全国的に見ても希少である。
建設工事は奈川渡ダム・稲核ダムと同時に1965年（昭和40年）より開始。ダム本体を間組が、発電機を富士電機・日立製作所が手がけることになった。奈川渡ダム直下の安曇発電所では狭あいな地形から6台ある発電機を2棟に分けて設置したが、水殿ダム地点では川幅が広くなっていることから、4台の発電機がダム直下に並べられている。洪水吐きについては、ダム直下に発電所を置いた関係で、稲核ダムで採用された中央から滝のように放流する型式のものではなく、右岸にスキージャンプ式の洪水吐きが設けられた。
建設工事は着々と進められ、1969年（昭和44年）10月に水殿発電所1・2号発電機が、1970年（昭和45年）8月には残る3・4号発電機が運用を開始。水殿ダム・水殿発電所建設中の死傷者は合計8名、うち5名は殉職している。

## 周辺
国道158号沿いの道の駅「風穴の里」付近よりダム天端右岸へと続く道がある。アルピコ交通上高地線・新島々駅からアルピコ交通バスに乗車、「水殿ダム」バス停下車すぐ。右岸には水殿ダム管理所や、公衆トイレのある小公園「ふれあいダム広場」がある。天端は歩道になっており、左岸からトンネルを抜けた先の水殿川上流部ではイワナなど渓流釣りが楽しめる。
国道158号は風穴の里手前でダム直下の水殿発電所へとつながる道に分岐している。一般の進入は水殿ダムのスキージャンプ式洪水吐きまで可能となっており、その先への立ち入りは制限されている。

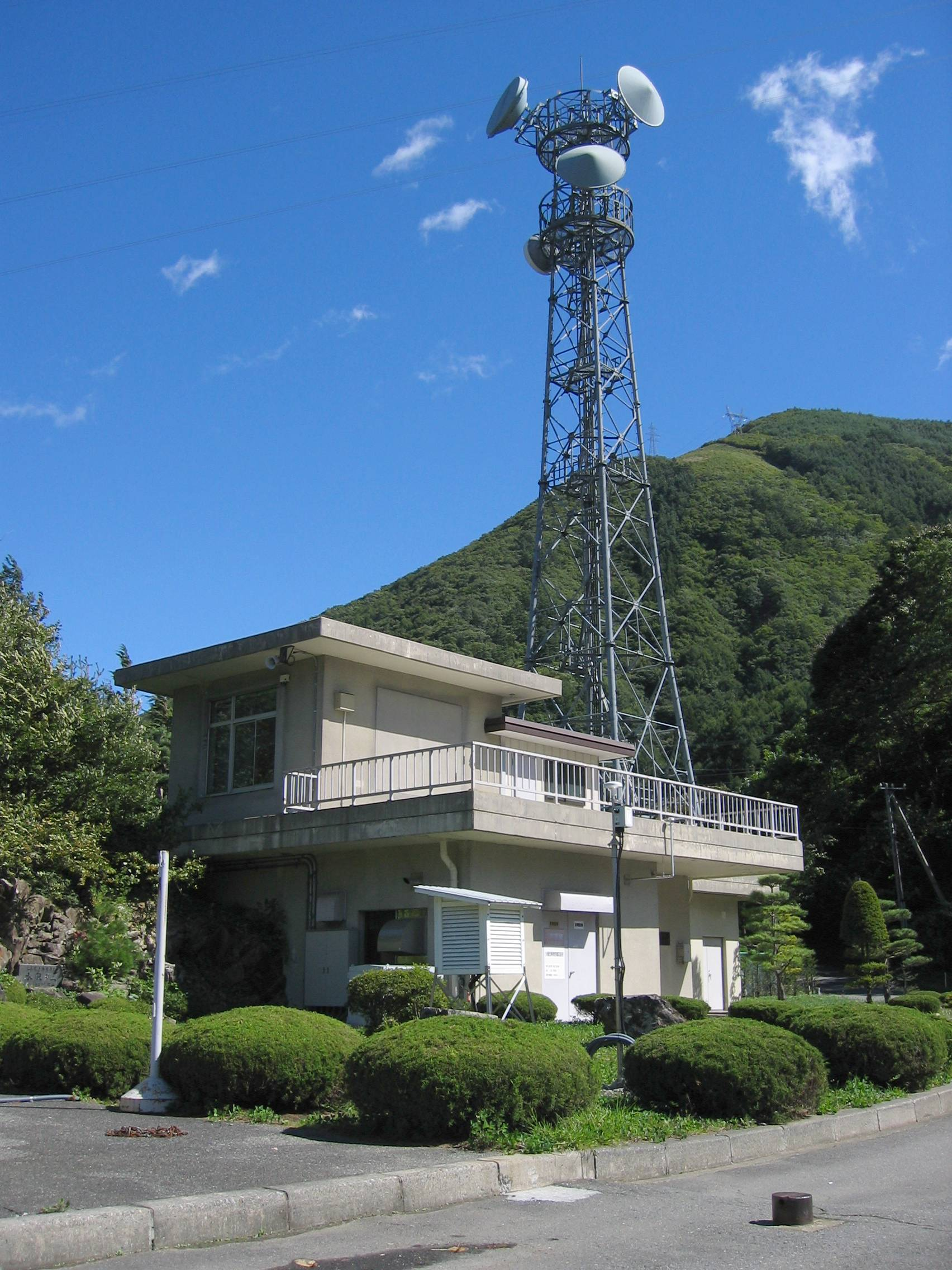
水殿ダム管理所
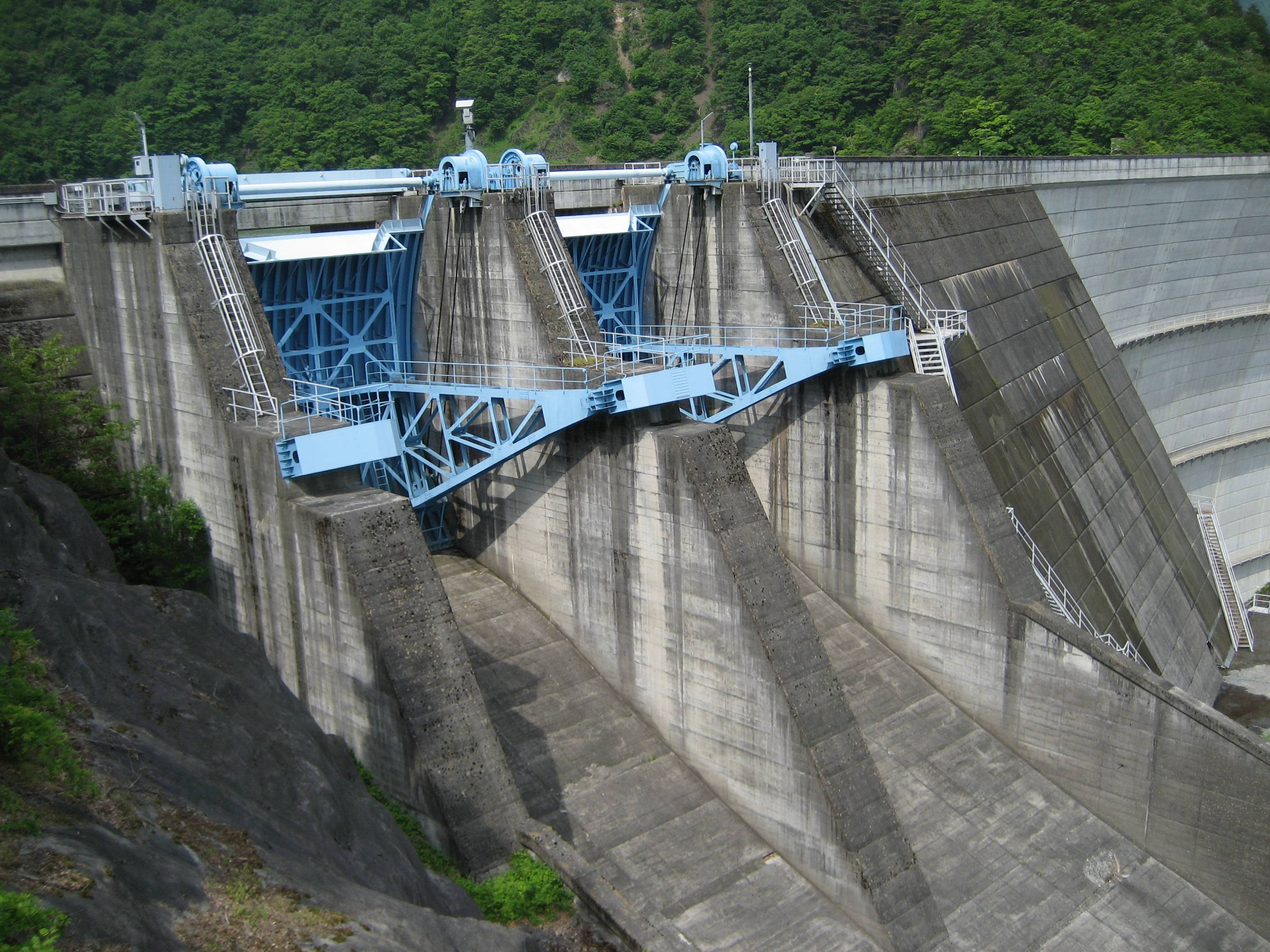
水殿ダム右岸の洪水吐き。テンターゲートが2門。
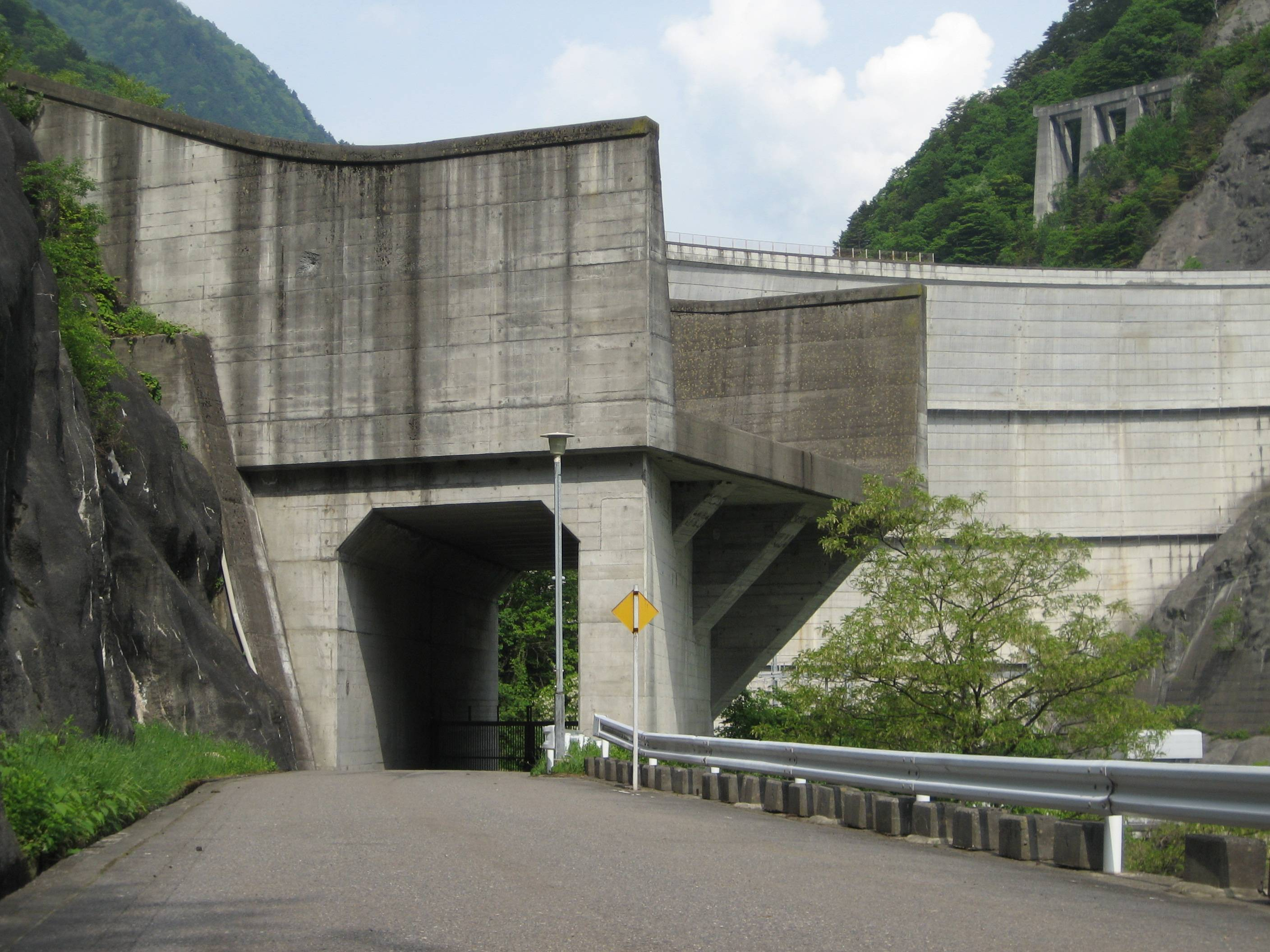
洪水吐き出口
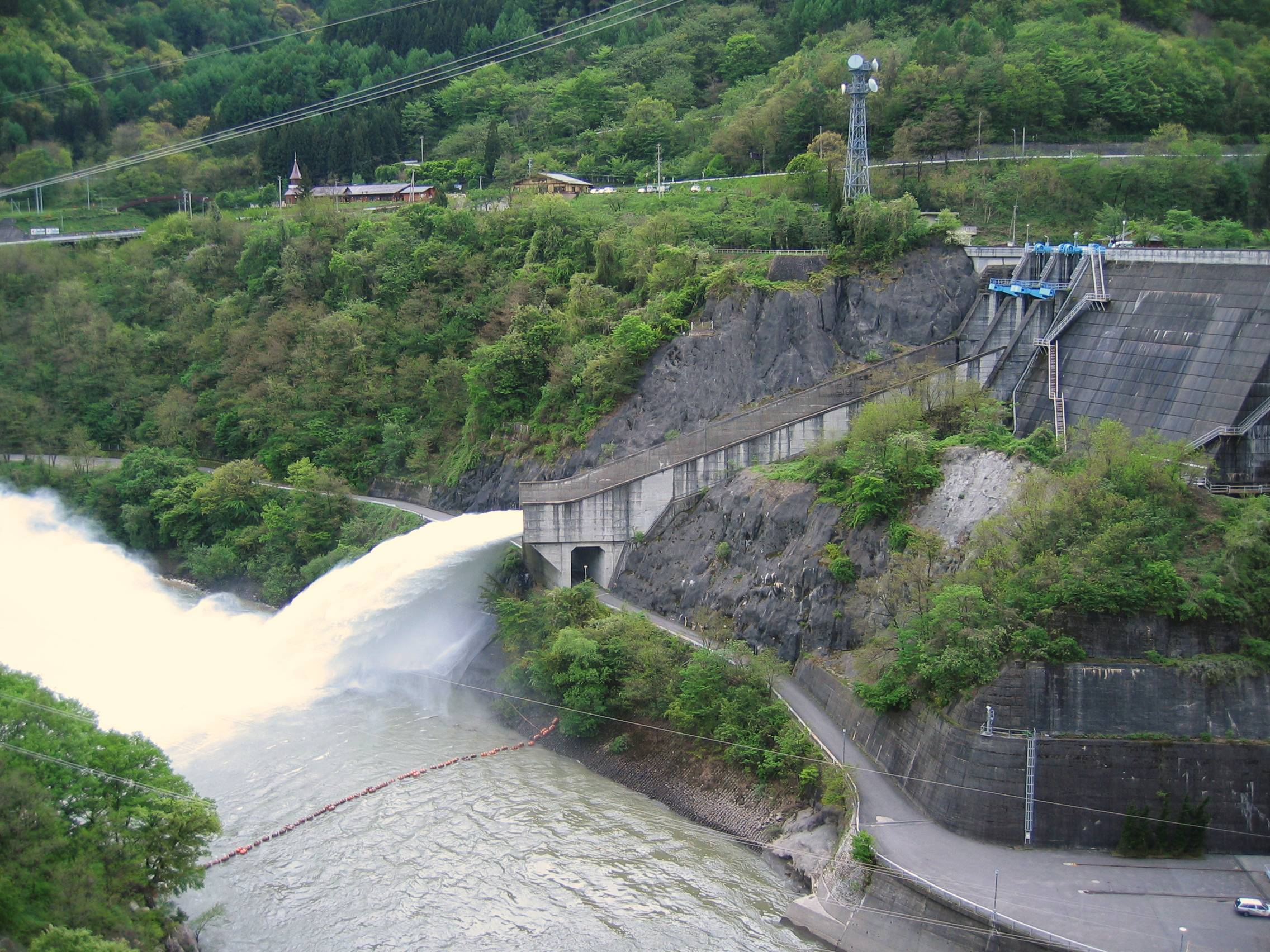
放流のようす